# Dr. Kausch-Preis
Der Dr. Kausch-Preis der Fritz-Carl-Wilhelm-Stiftung wurde von 1984 bis 2015 jährlich an der Universität St. Gallen (HSG) «zur Förderung der Forschung und Praxis finanziellen und betrieblichen Rechnungswesens.» verliehen. Der Preis war zuletzt mit 75'000 CHF dotiert. Das Preisgeld konnte auf mehrere Preisträger aufgeteilt werden. Stifter des Preises war der Schweizer Fritz C. W. Kausch, der lange Jahre die Firma Kühnle, Kopp & Kausch in Frankenthal leitete.
Im Februar 2016 erfolgte für 2015 die postume Verleihung des Preises an den Stifter des Preises selbst, Fritz Carl Wilhelm Kausch. Damit wurde die Vergabe des Preises eingestellt. Gleichzeitig wurde die Vergabe eines «ACA-Preises in Finanzieller Führung» durch das Institut für Accounting, Controlling und Auditing der HSG angekündigt.

## Preisträger
- 1984: Carl Helbling, Zürich, für sein Buch «Unternehmungsbewertung und Steuern», 4. Auflage, Düsseldorf/Zürich 1982
- 1985: Bernhard Bellinger, Berlin, und Günter Vahl, Frankfurt a. M., für ihr Buch «Unternehmensbewertung in Theorie und Praxis», Wiesbaden 1984
- 1986: Günter Wöhe, Saarbrücken, für seine betriebswirtschaftlichen Forschungsergebnisse und Veröffentlichungen auf dem Gebiete der Rechnungslegung von Unternehmen
- 1987: Horst Albach, Bonn und Berlin, für seine betriebswirtschaftlichen Forschungsergebnisse und Veröffentlichungen auf den Gebieten des Rechnungswesens und der Bilanz von Unternehmen
- 1988: Paul Weilenmann, Zürich, für seine Verdienste in der Aus- und Weiterbildung und seine Veröffentlichungen auf dem Gebiete des finanziellen und betrieblichen Rechnungswesens
- 1989: Schmalenbach-Gesellschaft – Deutsche Gesellschaft für Betriebswirtschaft e. V., Köln und Berlin. für innovative betriebswirtschaftliche Forschungsergebnisse und Veröffentlichungen ihrer Arbeitskreise auf dem Gebiete des finanziellen und betrieblichen Rechnungswesens der Unternehmen
- 1990: Gerhard Seicht, Wien, für seine Verdienste in Lehre und Forschung sowie seine anwendungsorientierten Veröffentlichungen auf dem Gebiete des finanziellen und betrieblichen Rechnungswesens
- 1991: Hermann Niessen, Brüssel, und Herbert Biener, Bonn, für ihre Verdienste um die Verwirklichung der 4. und 7. EG-Richtlinie und damit die Fortentwicklung des europäischen und deutschen Bilanzrechtes
- 1992: Peter Eichhorn, Mannheim, für seine Veröffentlichungen und seine Verdienste um die Verbesserung des Rechnungswesens in den öffentlichen Unternehmen und der Rechnungslegung in der öffentlichen Verwaltung
- 1993: Hans Havermann, Düsseldorf. für seine Verdienste, auch auf internationaler Ebene, um die Verbesserung der Rechnungslegung, insbesondere der Konzerne
- 1994: Walther Busse von Colbe, Bochum, für seine Verdienste um die Verbesserung des Rechnungswesens, insbesondere der innerbetrieblichen Transparenz und der theoretischen Grundlagen
- 1995: Max Boemle, Zollikofen BE, und André Zünd, Luzern, für ihre Beiträge zur Verbesserung und Weiterentwicklung der Rechnungslegung von Schweizer Unternehmen
- 1996: Hanns-Martin W. Schoenfeld, Illinois USA und Wien, für seine Verdienste um die Integration des amerikanischen und europäischen Rechnungswesens in Theorie und Praxis
- 1997: Jörg Baetge, Münster, für seine Verdienste für die Grundlagenforschung im Rechnungswesen, den Konzemabschluss und die Weiterentwicklung der Grundsätze ordnungsmässiger Rechnungslegung
- 1998: Wolfgang Dieter Budde, Frankfurt a. M., und Karl-Heinz Forster, Frankfurt a. M., für ihre Verdienste bei der Kommentierung des Bilanzrechtes und ihre Beiträge zur Verbesserung der Rechnungslegung
- 1999: Adolf G. Coenenberg, Augsburg, für seine Verdienste in der Erstellung und Analyse des Jahresabschlusses
- 2000: Karlheinz Küting, Saarbrücken, für seine Verdienste um die Verbesserung der Rechnungslegung, besonders der Konzernrechnungslegung, und die Kommentierung des Bilanzrechts
- 2001: Wolfgang Ballwieser, München, für seine Verdienste um die theoretische Analyse und wissenschaftliche Fundierung des finanziellen Rechnungswesens
- 2002: Marcell Schweitzer, Tübingen, für seine Beträge zur Theorie und Ausgestaltung des betrieblichen Rechnungswesens
- 2003: Thomas Schildbach, Passau, für seine Beiträge zur Lehre der Unternehmensrechnung
- 2004: Otto H. Jacobs, Mannheim, für seine Verdienste um die Unternehmensrechnung unter Berücksichtigung der Steuern
- 2005: Dieter Rückle, Trier, Weiterentwicklung des externen Rechnungswesens und der Prüfung
- 2006: Giorgio Behr, St. Gallen, Weiterentwicklung der Rechnungslegung, insbesondere zur Standard-Setzung und zur schweizerischen Gesetzgebung
- 2007: Henner Schierenbeck, Basel, Verdienste um die Theorie und Praxis des Rechnungswesens und Managements der Banken
- 2008: Dietger Hahn, Giessen, für seine Verdienste um die Weiterentwicklung der rechnungswesen-gestützten Planungs- und Kontrollsysteme von Unternehmen
- 2009: Bernhard Pellens, Bochum, für seine Verdienste um die Umsetzung der internationalen Rechnungslegung
- 2010: Norbert Herzig, Köln, für seine Verdienste um die Verbindung von Rechnungslegung und Unternehmensbesteuerung
- 2011: Georg Kämpfer, Norbert Pfitzer und Wienand Schruff
- 2012: August-Wilhelm Scheer, Saarbrücken, für seine Verdienste um die Integration von Rechnungswesen und Wirtschaftsinformatik
- 2013: Alfred Wagenhofer, Graz, für seine Verdienste um die theoretische und empirische Forschung zur Weiterentwicklung des externen und internen Rechnungswesens
- 2014: Rudolf Volkart, Langnau am Albis, für seine Beiträge zur Theorie und Praxis von Rechnungslegung und Corporate Finance.
- 2015: Fritz Carl Wilhelm Kausch (postum), für seine Verdienste als Förderer der Forschung und Praxis auf dem Gebiete des finanziellen und betrieblichen Rechnungswesens der Unternehmen